# Plebicula turatii
Plebicula turatii är en fjärilsart som beskrevs av Ruggero Verity 1919. Plebicula turatii ingår i släktet Plebicula och familjen juvelvingar. Inga underarter finns listade i Catalogue of Life.